# Death and the Maiden
Death and the Maiden is een Amerikaans-Brits-Franse dramafilm uit 1994 onder regie van Roman Polański.

## Verhaal
In de jaren 70 werd Paulina tijdens een militaire junta twee weken lang verkracht door een arts. Haar huidige man Gerardo zit in een commissie die misdadigers uit die periode voor de rechtbank moet leiden. Op een nacht is er een elektriciteitspanne. Gerardo wordt naar huis gebracht door een arts, die Paulina als haar verkrachter herkent.

## Rolverdeling
| Acteur                 | Personage             |
| ---------------------- | --------------------- |
| Sigourney Weaver       | Paulina Escobar       |
| Ben Kingsley           | Dr. Roberto Miranda   |
| Stuart Wilson          | Gerardo Escobar       |
| Krystia Mova           | Vrouw van dr. Miranda |
| Jonathan Vega          | Zoon van dr. Miranda  |
| Rodolphe Vega          | Zoon van dr. Miranda  |
| Gilberto Cortés        | Muzikant              |
| Jorge Cruz             | Muzikant              |
| Carlos Moreno          | Muzikant              |
| Eduardo Valenzuela     | Muzikant              |
| Sergio Ortega Alvarado | Impresario            |